# Дойг, Джош
Джош То́мас Дойг (англ. Josh Thomas Doig; 18 мая 2002, Эдинбург) — шотландский футболист, защитник итальянского клуба «Сассуоло».

## Клубная карьера
Уроженец Эдинбурга, Джош начал футбольную карьеру в академии местного клуба «Харт оф Мидлотиан», но в 2019 году был отпущен клубом без предложения контракта. Летом 2019 года стал игроком другого эдинбургского клуба «Хиберниан». В феврале 2020 года подписал контракт с «хибс» до 2023 года, после чего отправился в аренду в клуб шотландской Лиги 2 «Куинз Парк». В составе «Куинз Парк» Джош провёл 7 матчей с февраля по март 2020 года.
Перед началом сезона 2020/21 Дойг был включён в основной состав «Хиберниан». 1 августа 2020 года дебютировал в основном составе «Хиберниана» в матче первого тура шотландского Премьершипа против «Килмарнока». В январе 2021 года британский сайт BBC Sport сообщил об интересе к юному шотландскому защитнику со стороны «Селтика» и клубов английской Премьер-лиги. 20 февраля 2021 года Джош забил первый в своей профессиональной карьере гол в матче против «Гамильтон Академикал». 26 февраля 2021 года Дойг подписал новый контракт с «Хибернианом» до 2025 года. По итогам своего дебютного сезона в составе «хибс» Дойг получил награду «Молодой игрок года по версии Шотландской ассоциации футбольных журналистов», а также был включён в «команду сезона» по версии Шотландской профессиональной футбольной лиги.
В июле 2022 года перешёл в итальянский клуб «Эллас Верона» за 3 млн фунтов.

## Карьера в сборной
26 сентября 2019 года дебютировал в составе сборной Шотландии до 18 лет в матче против сверстников из Парагвая. В сентябре 2021 года дебютировал за сборную Шотландии до 21 года.

## Достижения
Личные достижения
- Молодой игрок года по версии Шотландской ассоциации футбольных журналистов: 2020/21
- Член «команды сезона» по версии Шотландской профессиональной футбольной лиги: 2020/21
- Молодой игрок года ФК «Хиберниан»: 2020/21